# Coptomia lambertoni
Coptomia lambertoni är en skalbaggsart som beskrevs av Pouillaude 1913. Coptomia lambertoni ingår i släktet Coptomia och familjen Cetoniidae. Inga underarter finns listade i Catalogue of Life.